# 판 회츠 연대
판 회츠 연대는 네덜란드 왕립 육군의 보병 연대로 이름은 네덜란드령 동인도의 총독 J. B. 판 회츠에서 따왔다. 1950년 7월 1일 창설된 부대는 한국 전쟁 기간 동안 국제 연합군 사령부에서 활약했으며, 이 때에는 네덜란드 식민지였던 수리남인도 포함되어 있었다. 이 부대는 현재도 운용 중이며, 아프가니스탄에서 국제안보지원군의 일원으로 참가하고 있다.

## 6.25 전쟁
6.25 전쟁 당시 연대에서 116명의 네덜란드인과 20명의 대한민국 병사들이 목숨을 잃었으며 3명은 여전히 실종 상태이고 1명은 포로가 되어 포로수용소에서 생을 마감했다. 네덜란드군의 사망자는 부산광역시의 유엔 기념 공원에 묻혀있다. 사망자에는 지휘관 마리누스 페트루스 안토니우스 덴 오우덴 중위가 포함되어 있으며, 그는 1951년 라운드업 작전에서 전사했다. 부상자는 총 381명이다.  115명의 수리남 사람들도 네덜란드 군에 배속되어 싸웠는데 적어도 2명이 죽은 것으로 추정된다.

## 전후 활동 및 ISAF 참여
판 회츠 연대는 현재도 제11공중기동여단의 일부로 남아 1개 대대를 운용 중이다.
2006년부터 2010년까지 연대는 전투단을 편성해 우르우즈간 기동부대에 배속되었고, 아프가니스탄에서 활동 중이다.

## 같이 보기
- 6.25 전쟁 유엔군 파병 국가
- 6.25 전쟁 의료지원단 파견 국가

## 참고 문헌
- The History of the UN Forces in the Korean War-3 (Belgium, Colombia, France, Greece, Luxembourg, Netherlands, Denmark, Italy, Norway, Sweden) - ROK Ministry of National Defense Institute for Military History, 1974 (E-BOOK) 보관됨 2023-07-09 - 웨이백 머신
- The History of the UN Forces in the Korean War-3 (Belgium, Colombia, France, Greece, Luxembourg, Netherlands, Denmark, Italy, Norway, Sweden) - ROK Ministry of National Defense Institute for Military History, 1974 (PDF) 보관됨 2023-06-05 - 웨이백 머신
- The History of the UN Forces in the Korean War-6 (Summary) - ROK Ministry of National Defense Institute for Military History, 1977 (E-BOOK) 보관됨 2023-07-09 - 웨이백 머신
- The History of the UN Forces in the Korean War-6 (Summary) - ROK Ministry of National Defense Institute for Military History, 1977 (PDF) 보관됨 2023-06-28 - 웨이백 머신